# Matoatoa brevipes
Espèce
Synonymes
- Phyllodactylus brevipes Mocquard, 1900

Statut de conservation UICN

 VU B1ab(iii) : Vulnérable
Matoatoa brevipes est une espèce de geckos de la famille des Gekkonidae.

## Répartition
Cette espèce est endémique de Madagascar.

## Description
C'est un gecko nocturne assez svelte d'aspect. Le corps est fin, avec des yeux assez grands. La queue est relativement longue. Le corps est marron et gris parfois bleuté. Le dessous du corps est blanc-beige.

## Étymologie
Le nom spécifique brevipes vient du latin brevis, court, et de pes, le pied, en référence à l'aspect de ce saurien.

## Publication originale
- Mocquard, 1900 : Diagnoses d'espèces nouvelles de Reptiles de Madagascar. Bulletin du Muséum national d'Histoire naturelle, Paris, vol. 6, p. 345-348 (texte intégral).